# Ribeira Brava (Kaapverdië)
Ribeira Brava is een van de 22 gemeentes van Kaapverdië. Het ligt in het oosten van het eiland São Nicolau. De hoofdplaats van de gemeente is de stad Ribeira Brava.

## Geschiedenis
De gemeente is ontstaan na 2005. Daarvoor maakte het deel uit van de gemeente São Nicolau.

## Politiek
Kaapverdië wordt op gemeentelijk niveau, net als op landelijk niveau, beheerst door twee partijen: aan de linkerzijde de PAICV en aan de rechterzijde de MpD.
De Gemeentelijke Vergadering (in het Portugees: Assembleia Municipal) van de gemeente Ribeira Brava bestaat nu uit 13 leden. Hiervan zijn 7 leden afgevaardigd door de PAICV en 6 leden door de MpD. Het gemeentebestuur (câmara) bestaat uit 5 PAICV-leden.

### Uitslagen van de gemeenteraadsverkiezingen
Elke 4 jaar vinden op dezelfde dag de verkiezingen plaats voor de Gemeentelijke Vergadering als voor het Gemeentebestuur.

#### Gemeentelijke Vergadering
|       | 2008 % | 2008 zetels | 2012 % | 2012 zetels |
| ----- | ------ | ----------- | ------ | ----------- |
| PAICV | 48.8   | ?           | 49.3   | 7           |
| MpD   | 44.6   | ?           | 39.4   | 6           |
| UCID  | -      | -           | 6.2    | 0           |

#### Gemeentebestuur
|       | 2008 % | 2008 zetels | 2012 % | 2012 zetels |
| ----- | ------ | ----------- | ------ | ----------- |
| PAICV | 49.1   | 5           | 50.5   | 5           |
| MpD   | 46.2   | 0           | 41.8   | 0           |
| UCID  | -      | -           | 3.1    | 0           |